# Північна Європа

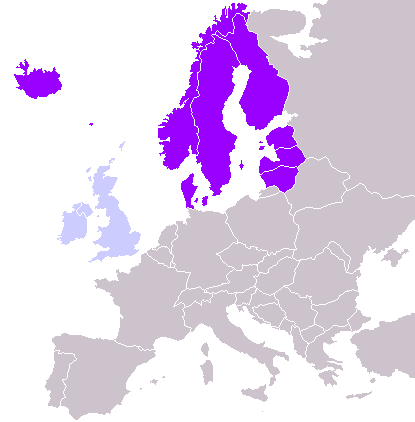
Північна Європа.

Традиційні культурні кордони Європи: рекомендації.

Півні́чна Євро́па — політичний і географічний регіон Європи, що охоплює держави Скандинавії та прилеглі території (країни та регіони). Північний регіон Європи має кілька визначень. Вужче визначення описує Північну Європу як територію приблизно на північ від південного узбережжя Балтійського моря, що знаходиться приблизно на 54° північної широти, поки ширше визначення може ґрунтуватися на інших географічних факторах, таких як клімат та екологія. 

## Класифікація
Існують різні визначення Північної Європи, які завжди включають нордичні країни, часто британські острови та балтійські країни, а іноді навіть і Ґренландію.

### Геосхема ООН

Субрегіони Європи за геосхемою ООН.
Східна Європа
Північна Європа
Південна Європа
Західна Європа

Геосхема ООН — це система, розроблена Статистичним відділом ООН, яка поділяє країни світу на регіональні та субрегіональні групи на основі класифікації кодування M49. Поділ зроблено для статистичної зручности та не передбачає жодних припущень щодо політичної чи іншої приналежности держав або територій.
У геосхемі ООН такі держави класифікуються як Північна Європа::
- Велика Британія
  -  Гернсі
  -  Джерсі
  -  Острів Мен
- Данія
  -  Фарерські острови
- Естонія
- Ірландія
- Ісландія
- Латвія
- Литва
- Норвегія
  -  Свальбард і Ян-Маєн
- Швеція
- Фінляндія
  -  Аландські острови

### EuroVoc

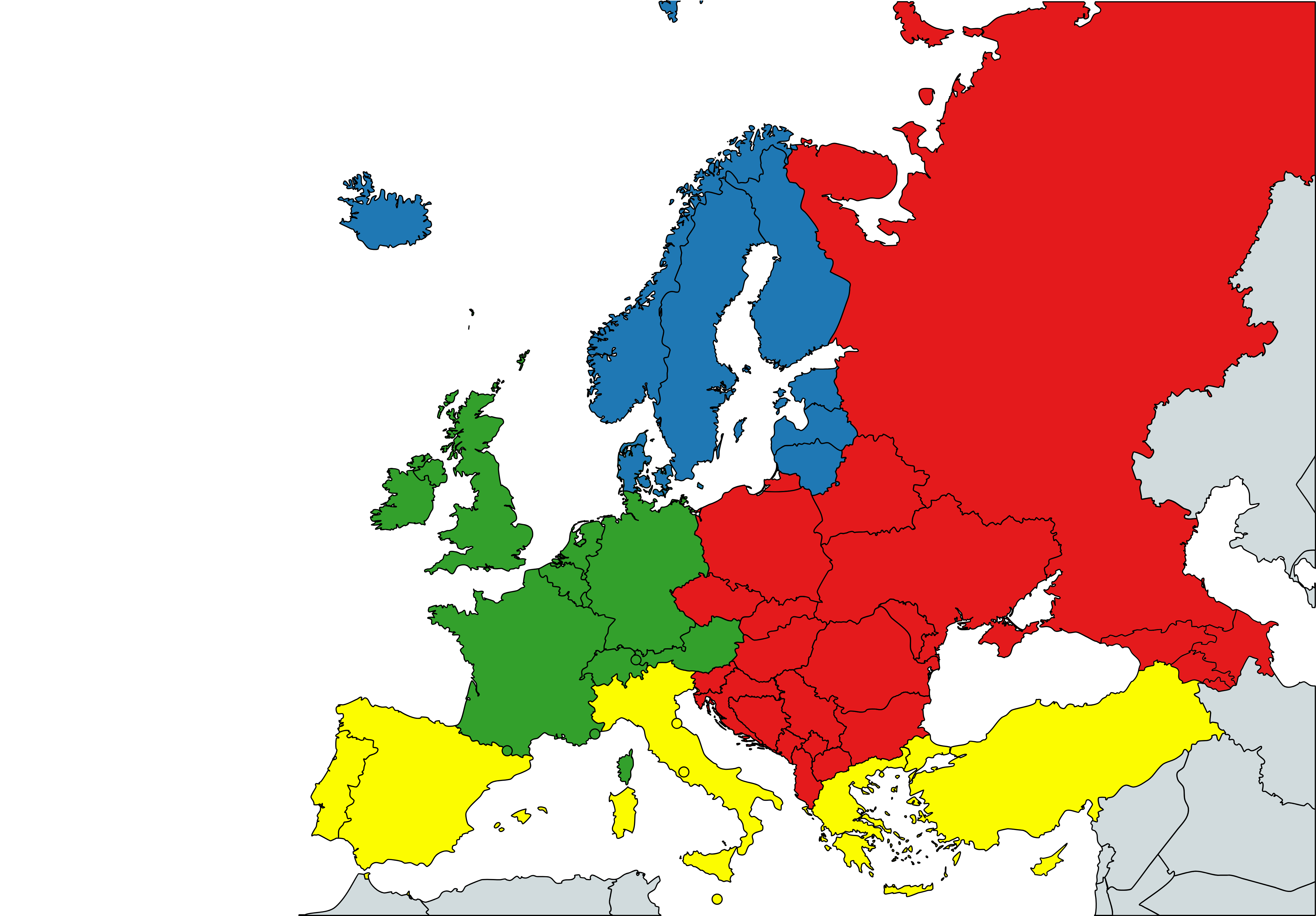
Європейські субрегіони згідно з EuroVoc:
Північна Європа
Західна Європа
Південна Європа
Центральна та Східна Європа

EuroVoc — це багатомовний тезаурус, який підтримується Офісом публікацій Європейського Союзу. У цьому тезаурусі країни Європи згруповані в субрегіони. До підгрупи Північна Європа належать такі країни:
- Данія
  -  Фарерські острови
- Ісландія
- Норвегія
  -  Свальбард і Ян-Маєн
- Швеція
- Фінляндія
  -  Аландські острови

У цій класифікації Європейського Союзу Джерсі, Гернсі, Острів Мен, Сполучене Королівство та Ірландія включені до Західної Європи.

### ЦРУ

Регіони Європи на основі Всесвітньої книги фактів ЦРУ:
Північна Європа
Західна Європа
Центральна Європа
Південно-Західна Європа
Південна Європа
Південно-Східна Європа
Східна Європа

Центральне розвідувальне управління Сполучених Штатів Америки класифікує п'ять держав як належних до «Північної Європи»:
- Данія
  -  Фарерські острови
- Естонія
- Ісландія
- Латвія
- Литва
- Норвегія
  -  Свальбард і Ян-Маєн
- Швеція
- Фінляндія
  -  Аландські острови

У цій класифікації Джерсі, Гернсі, Острів Мен, Сполучене Королівство та Ірландія включені до Західної Європи, а Естонія, Латвія та Литва включені до Східної Європи.

### Всесвітня географічна схема для реєстрації поширення рослин

Північна Європа, як визначено Всесвітньою географічною схемою для реєстрації поширення рослин.

Всесвітня географічна схема для реєстрації поширення рослин — це біогеографічна система, розроблена міжнародною організацією зі стандартів інформації про біорізноманіття (TDWG), раніше — Міжнародна робоча група з таксономічних баз даних. Стандарти WGSRPD, як і інші стандарти для полів даних у ботанічних базах даних, були розроблені, щоб сприяти «ширшому та ефективнішому поширенню інформації про всесвітню спадщину біологічних організмів на благо світу в цілому». Система надає чіткі визначення та коди для запису поширення рослин у чотирьох масштабах або рівнях, від «ботанічних континентів» до частин великих країн. У свою класифікацію «північна Європа» включені такі держави:
- Велика Британія
  -  Острів Мен
- Данія
  -  Фарерські острови
- Ірландія
- Ісландія
- Норвегія
  -  Свальбард і Ян-Маєн
- Швеція
- Фінляндія
  -  Аландські острови

## Характерні риси
Північна Європа має вигідне економіко-географічне положення, яке визначається такими рисами:
- межування країн регіону із Західною та Східною Європою;
- вихід до морів Атлантичного (Балтійського, Північного Норвезького) та Північно-Льодовитого океану (Ґренландського та Баренцового);
- розташування на перетині важливих морських і авіаційних магістралей між Європою і Північною Америкою;
- сухопутне сусідство з Росією, що впливає на їх політичну й економічну ситуацію;
- сусідство на південних кордонах із високорозвинутими державами Європейського Союзу.

В історичному розвитку, географічному положенні, мові та культурі народів держав Північної Європи багато схожих рис.
Усі країни є членами ООН; Данія, Швеція, Фінляндія, Латвія, Литва і Естонія – члени ЄС; Данія, Естонія, Ісландія, Латвія, Литва, Норвегія та Швеція – члени НАТО.

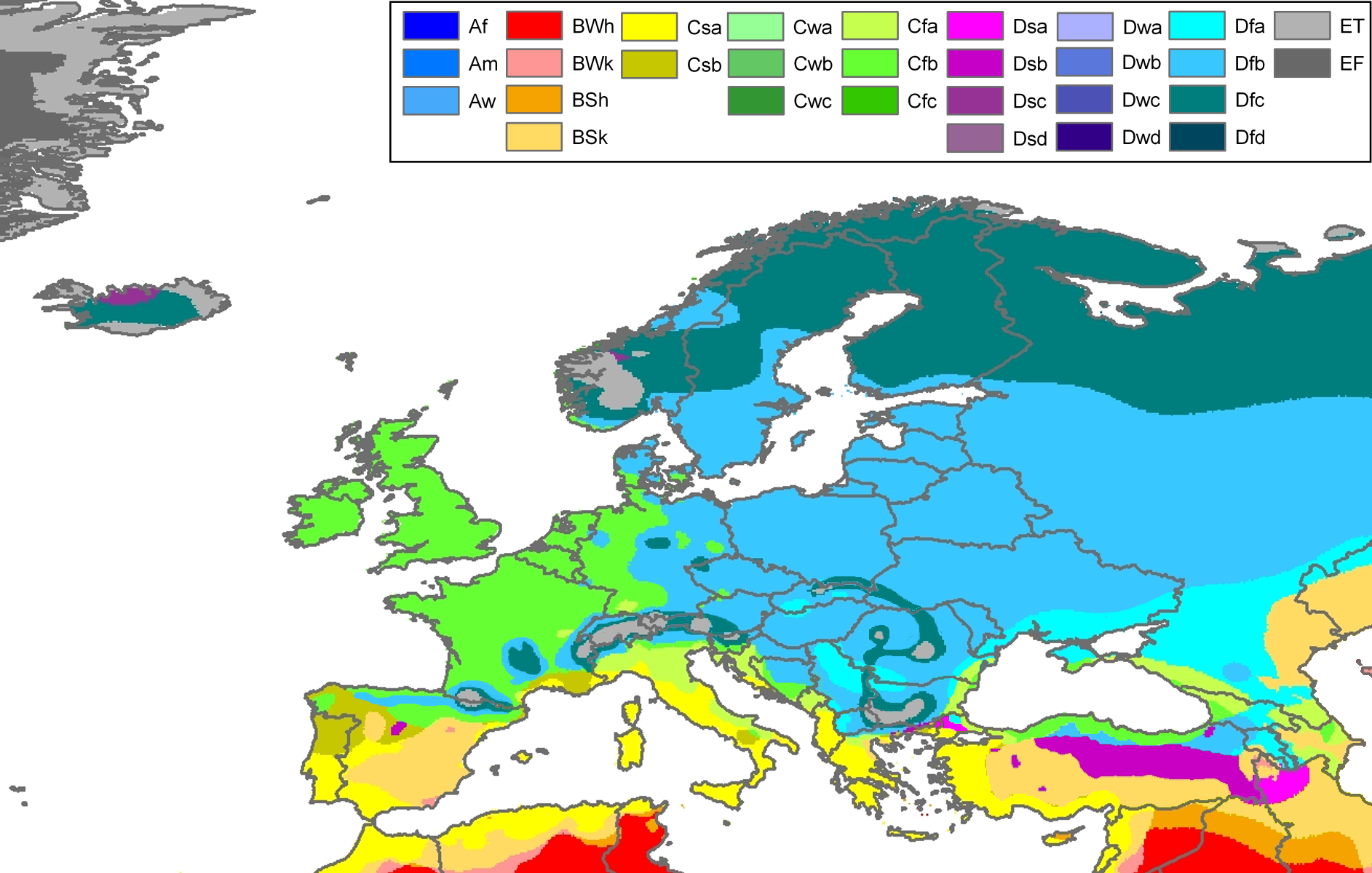
Європейський клімат. Кліматична карта Кеппена-Ґейгера представлена Відділом кліматичних досліджень Університету Східної Англії та Центром глобальної кліматології опадів Deutscher Wetterdienst.

## Клімат
Клімат переважно океанічний (Cfb), вологий континентальний (Dfb), субарктичний (Dfc і Dsc) і тундровий (ET).

## Географія
Зазвичай Північна Європа включає такі території: Балтійську рівнину, Британські острови, Феноскандію, півострів Ютландія, що лежить на сході, і численні острови, які лежать у віддаленому від материка Північній Європі та головному європейському континент. Деколи Ґренландія також включається до Північної Європи, хоча вона лише політично європейська (див. також відносини Гренландія — Європейський Союз), входить до складу суверенної держави Королівство Данія, і не вважається географічно частиною Європи.
Територія частково гориста, включаючи північні вулканічні острови Ісландія та Ян-Маєн, а також гірське західне узбережжя, Шотландію та Скандинавію, а також часто включає частину великої рівнини на схід від Балтійського моря.
Ґольфстрим принаймні незначно впливає на клімат усього регіону. Із заходу клімат змінюється від морського до морського-субарктичного. На півночі та в центрі Північної Європи клімат зазвичай субарктичний або арктичний, а на сході клімат переважно субарктичний і помірний / континентальний.
Так само, як і клімат, і рельєф змінюються в регіоні, так само змінюється рослинність, з рідкою тундрою на півночі та високими горами, бореальними лісами в північно-східних і центральних регіонах, помірними хвойними лісами (раніше більшість з них були в Гайлендсі та південний захід Норвегії) і помірними широколистяними лісами, що ростуть на півдні, заході та помірному сході.

## Демографія

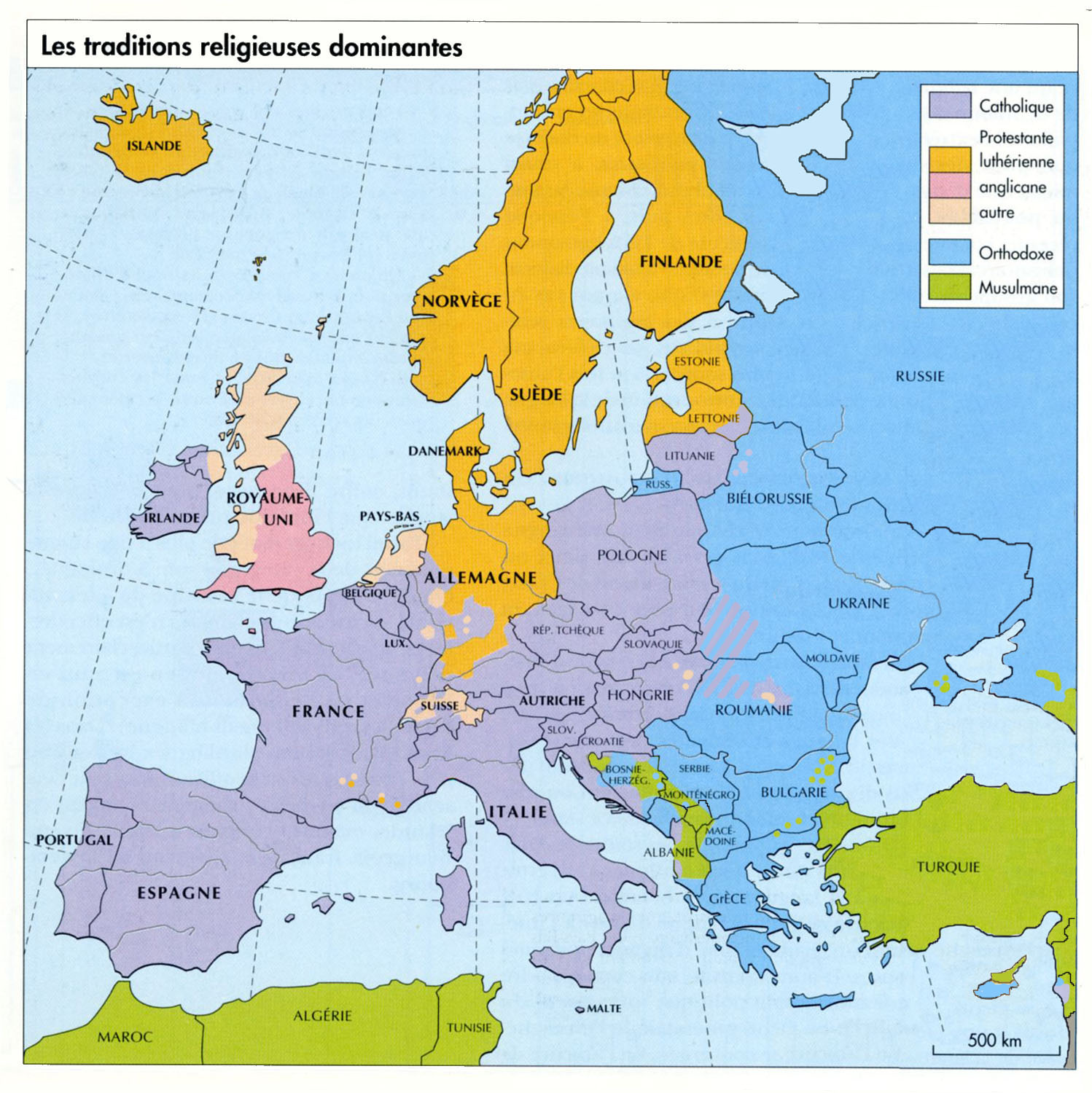
Карта Європи, що показує найбільші релігії за регіонами. Іслам представлений зеленим кольором, східне православне християнство — синім, римо-католицизм — фіолетовим, а інші кольори представляють гілки протестантизму.

Держави Північної Європи, як правило, мають розвинену економіку та одні з найвищих стандартів життя у світі. Вони часто отримують високі оцінки в опитуваннях, що вимірюють якість життя, таких як індекс людського розвитку. За винятком Сполученого Королівства, вони, як правило, мають невелике населення порівняно зі своїм розміром, більшість з яких живуть у містах. Якість освіти в більшості держав Північної Європи високо оцінюється в міжнародних рейтингах, а Естонія та Фінляндія очолюють список серед держав PISA в Європі.

### Мова
Германські мови широко поширені в північній Європі, причому їхня гілка — скандинавські мови, є найпоширенішою групою мов на Фарерських островах (фарерська),  в Ісландії (ісландська), Данії (данська), Норвегії (норвезька)  і Швеції (шведська). Західногерманська англійська мова є найпоширенішою першою мовою на Джерсі, Гернсі, острові Мен, Сполученому Королівстві та Республіці Ірландія, однак західногерманською скотс (шотландська рівнинною) також розмовляють як мовою меншини в деяких частинах Шотландії та Ірландії. Крім цього, фінські мови, зокрема фінська та естонська, є найпоширенішими першими мовами Фінляндії та Естонії відповідно. Балтійські мови, як-от: литовська та латиська, є найпоширенішими мовами Литви та Латвії. На Британських островах розмовляють кількома кельтськими мовами, включаючи бритонську валлійську та гойдельську шотландську ґельську та ірландську. Кельтські корнська та менська мови були відроджені після того, як їх класифікували як вимерлі, і тепер ними в обмеженій мірі розмовляють у Корнуоллі та на острові Мен. На островах Джерсі та Гернсі розмовляють діалектами норманнської мови, джерсійським і гернсійським, хоча вони внесені до списку таких, що перебувають під загрозою зникнення через зростання популярности англійської мови на островах.
Також хоч це не найпоширеніші перші мови в будь-якій державі, саамські мови, такі як північносаамська, лулесаамська, кільдинська та південносаамська, поширені в транснаціональному регіоні Сапмі та внесені до списку зникаючих, як і балтійсько-фінські вепська та карельська мови.

### Релігія
Протягом раннього середньовіччя Католицька церква поширилася на північ Європи та поширювала християнство серед германських народів. Християнство досягло народів Скандинавії та Балтійського регіону в наступні століття. Латиниця разом із впливом західного християнства поширилися на північ від Риму, що призвело до появи писемности англійською, німецькою, нідерландською, данською, норвезькою, шведською, ісландською, латвійською, литовською, естонською, фінською та саамськими мовами. Саами були останніми народами, які були прийняли християнство аж у XVIII столітті.

## Регіональне співробітництво
Нова Ганзейська ліга в Європейському Союзі включає більшість північноєвропейських держав, а також Нідерланди. Також існують такі об'єднання як Нордично-балтійська вісімка, Балтійська асамблея, Балтійська рада міністрів, Північний форум майбутнього, Північно-західна рада, Північна рада, Північноєвропейське оборонне співробітництво, Північний Паспортний Союз тощо.